# Pseudotinea hemis
Pseudotinea hemis is een vlindersoort uit de familie van de prachtvlinders (Riodinidae), onderfamilie Riodininae.
Pseudotinea hemis werd in 1927 beschreven door Schaus.